# Tricalysia pedunculosa
Espèce
Synonymes
- Tricalysia pedunculosa var. pedunculosa[1]
- Tricalysia soyauxii var. pedunculosa N.Hallé[1]

Tricalysia pedunculosa (N.Hallé) Robbr. est une espèce d'arbrisseaux de la famille des Rubiacées et du genre Tricalysia.

## Liste des variétés
Selon Catalogue of Life (5 décembre 2017) :
- variété Tricalysia pedunculosa var. pedunculosa
- variété Tricalysia pedunculosa var. pilosula
- variété Tricalysia pedunculosa var. walkeriana

Selon The Plant List (5 décembre 2017) :
- variété Tricalysia pedunculosa var. pilosula (N.Hallé) Robbr.
- variété Tricalysia pedunculosa var. walkeriana (N.Hallé) Robbr.

Selon Tropicos (5 décembre 2017) (Attention liste brute contenant possiblement des synonymes) :
- variété Tricalysia pedunculosa var. pedunculosa
- variété Tricalysia pedunculosa var. pilosula (N. Hallé) Robbr.
- variété Tricalysia pedunculosa var. walkeriana (N. Hallé) Robbr.

## Distribution
La sous-espèce pedunculosa est présente au Gabon, plus rarement au Cameroun, où elle a été observée dans la Région du Sud (Kribi, Lolodorf, Grand Batanga).